# Alistair Darling
Alistair Maclean Darling, Baron Darling van Roulanish (Hendon, 28 november 1953 – Edinburgh, 30 november 2023) was een Brits politicus van de Labour Party.

## Politieke loopbaan
De jurist Darling werd in 1987 gekozen tot lid van het Britse Lagerhuis en ontwikkelde zich tot een van de prominentste Labour-politici. Bij zijn afscheid in 2015 werd hij in de adelstand verheven: hij trad toe tot het Hogerhuis met de titel Baron of Roulanish. Hij maakte ook deel uit van de Privy Council.
Hij was in de  kabinetten-Blair in 1997 en 1998 onderminister voor Financiën, van 1998 tot 2001 minister van Sociale Zaken, gedurende 2001 en 2002 minister van Arbeid en Pensioenen, van 2002 tot 2006 minister van Transport, daarbij van 2003 tot 2006 tevens minister voor Schotland en in 2006 en 2007 minister van Economische Zaken. In het kabinet-Brown was hij van 2007 tot 2010 minister van Financiën. Samen met Gordon Brown, Jack Straw en Peter Hain behoorde hij tot de enige vier ambtsbekleders die zonder onderbreking zitting hadden in de kabinetten-Blair I, II en III en het kabinet-Brown.
Darling overleed twee dagen na zijn 70e verjaardag.
- Bibsys: 12034038
- Gemeinsame Normdatei: 1020598085
- International Standard Name Identifier: 0000 0003 6686 1295
- Library of Congress Control Number: no2011142447
- Nationale Bibliotheek van Polen: a0000002879138
- Réseau des bibliothèques de Suisse occidentale: 02-A020284764
- Système universitaire de documentation: 164771247
- Virtual International Authority File: 232527381
- WorldCat: E39PBJk8Yq3VWd4kfMG4kQX68C